# Буле Мивоа
Буле Мивоа (фр. Boullay-Mivoye) насеље је и општина у централној Француској у региону Центар (регион), у департману Ер и Лоар која припада префектури Дре.
По подацима из 2011. године у општини је живело 440 становника, а густина насељености је износила 40,29 становника/km². Општина се простире на површини од 10,92 km². Налази се на средњој надморској висини од 150 метара (максималној 162 m, а минималној 115 m).

## Демографија
| 1962. | 1968. | 1975. | 1982. | 1990. | 1999. | 2011. |
| ----- | ----- | ----- | ----- | ----- | ----- | ----- |
| 223   | 233   | 266   | 347   | 353   | 344   | 440   |

График промене броја становника у току последњих година